# Joseph C. Wilson
Pour les articles homonymes, voir Joseph Wilson et Wilson.
Joseph Charles Wilson IV, né le 6 novembre 1949 à Bridgeport dans le Connecticut et mort le 27 septembre 2019 à Santa Fe au Nouveau-Mexique, est un diplomate et écrivain américain, qui a été chargé d'affaires à l'ambassade des États-Unis en Irak à Bagdad lors de l'invasion du Koweït par les troupes irakiennes de Saddam Hussein.

## Biographie
Il a été ambassadeur des États-Unis au Gabon et à Sao Tomé-et-Principe de 1992 à 1995.
Avec son épouse Valerie Plame, il a été impliqué dans l'affaire Plame-Wilson concernant la suspicion sur la présence d'armes de destruction massive en Irak. 
Après avoir divorcé en 2017, il meurt en 2019 d'une insuffisance d'organe.